# 奥兹维尔
奥兹维尔（法語：Ozeville，法語發音：[ozvil]）是法国芒什省的一个市镇，属于瑟堡区。

## 地理
奥兹维尔（49°30'8"N, 1°20'22"W）面积4.7 平方千米，位于法国诺曼底大区芒什省，该省份为法国西北部沿海省份，西、北、东北三面环大西洋，东起顺时针与卡爾瓦多斯省、奧恩省、马耶讷省和伊勒-维莱讷省接壤。
与奥兹维尔接壤的市镇（或旧市镇、城区）包括：沃德勒维尔、滨海丰特奈、莱斯特尔、基内维尔、圣弗洛克塞勒。

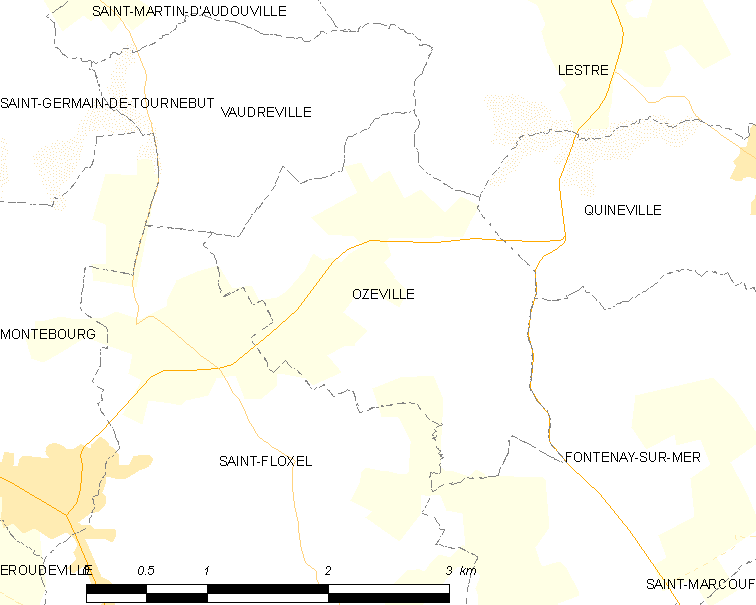
奥兹维尔的OSM定位图

奥兹维尔的时区为UTC+01:00、UTC+02:00（夏令时）。

## 行政
奥兹维尔的邮政编码为50310，INSEE市镇编码为50390。

## 政治
奥兹维尔所属的省级选区为瓦洛涅县。

## 人口

1962-2008年间奥兹维尔人口变化图示

奥兹维尔于2022年1月1日时的人口数量为156人。